# 2015년 전주국제영화제
제16회 전주국제영화제는 2015년 4월에 개최된 영화제이다. 전주종합경기장에서 개최되었으며 사회자는 김동완이다.

## 수상 및 후보

### 국제경쟁 - 대상
- 변방의 시인 - 쥐안치 수상

### 자상
- 리카르도 실바 수상

### 국제경쟁 - 심사위원특별상
- 전쟁을 준비하라 - 루카스 발렌타 라이너 수상

### 국제경쟁 - 심사위원 특별언급
- 내 숨이 멎을 때까지 - 에미네 에멜 발시 수상

### 한국경쟁 - 대상
- 성실한 나라의 앨리스 - 안국진 수상

### 한국경쟁 - 심사위원 특별언급
- 울보 - 이진우 수상

### 한국단편경쟁 - 대상
- 토끼의 뿔 - 한인미 수상

### 한국단편경쟁 - 감독상
- 폭력의 틈 - 임철 수상

### 한국단편경쟁 - 심사위원특별상
- 고란살 - 서정신우 수상

### CGV아트하우스 - 배급지원상
- 춘희막이 - 박혁지 수상

### CGV아트하우스 - 창작지원상
- 소년 - 김현승 수상

### 넷팩(아시아영화진흥기구)상
- 해에게서 소년에게 - 안슬기 수상

### 국제경쟁
- 그들은 탈출했다 - J.P. 발케파
- 수요일 04:45 - 알렉시스 알렉시우
- 포 더 플라즈마 - 빙햄 브라이언트 외1명
- 하루 속의 일 년 - 마고트 샤프
- 화장실의 피에타 - 마츠나가 다이시
- H. - 라니아 아티에

### 한국경쟁
- 고백할 수 없는 - 최인규
- 그저 그런 여배우와 단신 대머리남의 연애 - 박영임 외1명
- 눈이라도 내렸으면 - 장희철
- 아일랜드-시간의 섬 - 박진성
- 짐작보다 따뜻하게 - 이상민
- 코인라커 - 김태경

### 한국단편경쟁
- 감정의 시대: 서비스 노동의 관계미학 - 김숙현
- 내마내모 - 이나경
- 메신저 - 손경수
- 물구나무 서는 여자 - 심혜정
- 불청객 - 강민석
- 사류 射流 - 신부연 외1명
- 스테이! - 신제민
- 심경 - 김승희
- 아아아 - 노영미
- 아지랑이 - 박지윤
- 여름의 끝자락 - 곽새미 외1명
- 열린 사회와 그 적들 - 권혁준
- 열정의 끝 - 곽은미
- 우리가 택한 이 별 - 김정은
- 지상의 양식 - 김화라
- 청원휴가 - 강진엽
- 탐색 - 박용석

### 디지털 삼인삼색
- 설행 눈길을 걷다 - 김희정
- 삼례 - 이현정
- 엘 모비미엔토 - 벤자민 나이스타트

### 월드 시네마스케이프
- 0.5미리 - 안도 모모코
- 더 듀크 오브 버건디 - 피터 스트릭랜드
- 러브 이즈 스트레인지 - 아이라 잭스
- 루시퍼 - 구스트 판 덴 베르게
- 리슨 업 필립 - 알렉스 로즈 페리
- 물의 목소리 - 야마모토 마사시
- 바느질 위의 인생 - 미시마 유키코
- 법정 - 차이타니아 탐하네
- 본능적으로 - 올레 지아에베르
- 불안 - 마리안 타르듀
- 빈센트 - 토마스 살바도르
- 나단 실버
- 스트레이 독 - 데브라 그래닉
- 승자의 거짓말 - 크리스토프 호흐호이슬러
- 시바스 - 칸 무제시
- 아름다운 청춘 - 하이메 로살레스
- 와일드 라이프 - 세드릭 칸
- 인 더 크로스윈드 - 마르티 헬데
- 전자 구름 아래에서 - 알렉세이 게르만 주니어
- 지상의 여왕 - 알렉스 로스 페리
- 체커게임에서 이기는 방법 - 김준표
- 코스모드라마 - 필립 페르난데즈
- 코자 - 이반 오스트로초브스키
- 탈주의 밤 - 장-찰스 휴
- 파괴된 낙원: 에스코바 - 안드레아 디 스테파노
- 포에버 - 마가리타 만다
- 프리다 칼로의 유품 - 고타니 다다스케
- 피난자들 - 디에고 레만
- 피아니스트 세이모어 - 에단 호크
- 하녀 린 - 잉고 힙
- 하늘 아래 우리는 - 마리누스 그루토프
- 헤븐 노우즈 왓 - 조슈아 사프디
- 네브래스카 - 알렉산더 페인
- 때가 되었다 - 로맹 구필
- 라 사피엔자 - 유진 그린
- 릴 퀸퀸 - 브루노 뒤몽
- 마스터 빌더 - 조나단 드미
- 마이단 - 세르게이 로즈니차
- 마이아: 한 포르투갈 가족의 이야기 - 주앙 보텔료
- 미스 줄리 - 리브 울만
- 버드 피플 - 파스칼 페랑
- 신과의 대화 - 길예르모 아리아가 외8명
- 아무르 포 - 예시카 하우스너
- 트립 투 이탈리아 - 마이클 윈터바텀
- 인히어런트 바이스 - 폴 토마스 앤더슨
- 지하실에서 - 울리히 사히들
- 찰리의 나라 - 롤프 드 히어
- 천국 - 알랭 카발리에
- 호스 머니 - 페드로 코스타

### 시네마천국
- 나치는 살아있다 - 지우리오 리치아렐리
- 더 라스트 해머 블로우 - 알릭스 델라포르트
- 더 로드 위드인 - 그렌 웰스
- 리틀 포레스트2: 겨울과 봄 - 모리 준이치
- 마태 수난곡 스토리 - 라몬 기엘링
- 막이 오르다 - 모토히로 카츠유키
- 미소노 유니버스 - 야마시타 노부히로
- 세컨 찬스 - 수잔 비에르
- 어게인: 끝없는 도전 - 오오모리 스미오
- 엘리펀트 송 - 찰스 비나메
- 워 북 - 톰 하퍼
- 위 아 영 - 노아 바움백
- 지금이 아니면 안 돼 - 세르쥬 프리드망
- 파 프롬 멘 - 다비드 오엘호펜
- 패션 오브 어거스틴 - 레아 풀
- 플라워 - 혼 가라뇨 외1명
- 하루(영어판) - 레자 미르카리미

### 불면의 밤
- 더 나이트메어 - 로드니 에스쳐
- 더 로버 - 데이비드 미쇼
- 리얼리티 - 쿠엔틴 듀피욱스
- 밤을 걷는 뱀파이어 소녀 - 애나 릴리 아미푸르
- 벚꽃 물든 게이샤 - 토요시마 케이스케
- 블루 블러드 - 리리오 페레이라
- 습지 - 알베르토 로드리게즈
- 언프렌디드: 친구 삭제 - 레오 가브리아제
- 오렌지 재킷을 입은 남자 - 아익 카라페티안

### 영화보다 낯선
- 금지된 방 - 가이 매딘 외1명
- 머큐리얼 - 버질 버니어
- 바다의 에피소드 - 로니 반 브루멜렌 외1명
- 아버지에게 - 에드가르도 코자린스키
- 자업자득 - 존 조스트
- 자연사 박물관 - 제임스 베닝
- 철의 나라 - J.P. 스니아덱키
- 카운팅 - 젬 코엔
- 코뮤니스텐 - 장-마리 스트로브
- 투머로우 이즈 올웨이즈 투 롱 - 필 콜린스
- 파불라 - 라울 페로네
- 화이트 콜 - 게오르그 틸러
- 독학자 - 차재민
- 바이루 드림 - 니콜라스 분
- 사막의 창조 - 티볼트 르 텍시에
- 사물들 - 벤 리버스
- 선조들과의 인사 - 벤 러셀
- 식물들: 자카르타 모노레일 103 - 박용석
- 엠바고 - 요한 루프
- 히스테릭스 - 차재민

### 시네마톨로지
- 감독 알트만 - 론 만
- 멕시코의 에이젠슈타인 - 피터 그리너웨이
- 소매치기 - 로베르 브레송
- 소쿠로프의 목소리 - 리나 킬펠라이넨
- 울리히 자이델: 작업 중의 감독 - 콘스탄틴 울프
- 산리즈카에 살다: 나리타 이야기 - 오츠 코시로 외1명
- 칼리가리에서 히틀러까지 - 루디거 수크흐스란드
- 파스빈더: 욕정 없는 사랑 - 크리스티안 브라드 톰슨
- 폴 샤리츠 - 프랑수아 미롱

### 시네마스케이프 단편
- 8월 - 제나 하쎄
- 기 모케 - 데미스 헤렝거
- 마드모아젤 - 귀욤 고익스
- 아트 - 아드리안 시타루
- 어제보다 깊숙이 - 아리엘 클레이만
- 열병의 주문 - 사피아 벤하임
- 월드 오브 투머로우 - 돈 헤르츠펠트
- 천 개의 태양 - 마티 디옵
- 벨렝의 늙은 남자 - 마뇰 드 올리베이라
- 사슬 - 클레어 드니
- 오래된 유태인 묘지 - 세르게이 로즈니차

### 시네마스케이프 한국영화 쇼케이스
- 58개띠 몽상기 딜쿠샤 - 김태영
- 눈길 - 이나정
- 덫: 치명적인 유혹 - 봉만대
- 메이드 인 차이나 - 김동후
- 붉은 낙타 - 노진수
- 블랙스톤 - 노경태
- 소꿉놀이 - 김수빈
- 스피드 - 이상우
- 연길 - 박기용
- 작은형 - 심광진
- 정조문의 항아리 - 황철민
- 펑정지에는 펑정지에다 - 민병훈
- 비공식 개강총회 - 류덕환
- 여배우는 오늘도 - 문소리
- 회상, 어둔 밤 - 심찬양
- 너를 부르마 - 이세영

### 야외상영
- 라이드 - 헬렌 헌트
- 러덜러스 - 윌리암 H. 머시
- 숀 더 쉽 - 마크 버튼 외1명
- 트립 투 이탈리아 - 마이클 윈터바텀
- 트래쉬 - 스티븐 달드리
- 프랑스 영화처럼 - 신연식

### 스페셜 포커스 - 특별전
- 고갈된 청춘 - 아르기리스 파파디미트로풀로스
- 노르웨이 - 야니스 베슬레메스
- 더 레슨 - 크리스티나 그로제바 외1명
- 새 모이를 먹는 소년 - 엑토라스 리기조스
- 스트라토스 - 야니스 에코노미디스
- 아텐버그 - 아디너 레이첼 창가리
- 언페어 월드 - 필리포스 츠토스
- 키네타 - 요르고스 란티모스
- 폭발 - 실라스 트조머카스
- 엘 - 바비스 마크리디스

### 스페셜 포커스 - 회고전
- 라파도 - 마르틴 레즈트만
- 발사된 두 개의 총알 - 마르틴 레즈트만
- 배우 입문 교육 - 마르틴 레즈트만
- 실비아 프리에토 - 마르틴 레즈트만
- 요술 장갑 - 마르틴 레즈트만
- 코파카바나 - 마르틴 레즈트만

### 스페셜 포커스 - 왕빙: 관찰의 예술
- 아버지와 아들 - 왕빙
- 이름 없는 남자 - 왕빙
- 흔적들 - 왕빙